# Verdadera Destreza

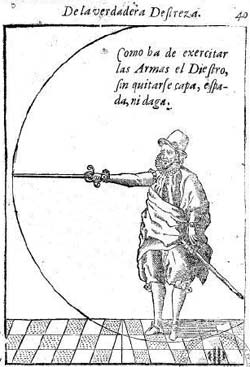
Guardia de ángulo recto.

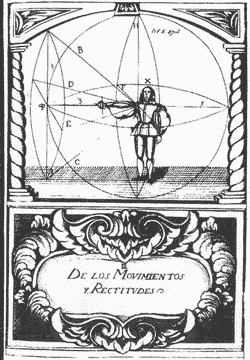
Movimientos y rectitudes.

La verdadera destreza es una escuela de esgrima española.
El sistema de esgrima española llamado Destreza es un método global de lucha con espadas con un fuerte componente matemático, filosófico y geométrico, fruto de la educación renacentista de sus inventores. 
El padre de la Destreza española fue Jerónimo Sánchez de Carranza, si bien quien lo condensó, expandió y perfeccionó fue Luis Pacheco de Narváez.
Este sistema fue documentado por primera vez en 1582, al publicarse el tratado De la Filosofía de las Armas y de su Destreza y la Aggression y Defensa Cristiana, y, aunque su época de máximo esplendor se circunscribe al siglo XVII, hay manuales que llevan el estudio de este sistema hasta 1862.
El método de esgrima español se extendió hasta el imperio español en el Nuevo Mundo. El mismo Carranza ejerció el puesto de gobernador de Honduras. Hay autores de tratados sobre Destreza, así como maestros, documentados en México, Perú, Ecuador y las Filipinas.
La verdadera destreza no se centra en las técnicas concretas, sino en intentar entender y explicar la esgrima como un corpus de conocimiento completo, ayudado de técnicas geométricas, y tratando el conjunto como ciencia de las armas. Su intención es ser un método de lucha universal aplicable a todas las armas, incluyendo espada, daga, espada y broquel, espada a dos manos, etcétera.
La acepción Ciencia no tiene aquí el sentido por el que hoy en día es más conocida, sino el sentido que se le atribuía en la época: el de un cuerpo de conocimientos ordenados y dotados de una coherencia interna, en este caso aquellos que se utilizan para explicar lo que ocurre en la frase de armas.
Tradicionalmente se ha considerado un sistema complejo y difícil de entender e interpretar, lo cual ha llevado a ideas preconcebidas y erróneas sobre su teoría y práctica.

## Historia y desarrollo
Los orígenes de este sistema están en la obra de Jerónimo de Carranza. Existe alguna evidencia que señala el trabajo del teórico de esgrima italiano Camillo Agrippa como fuente de inspiración del trabajo de Carranza. Pacheco hace la afirmación de que Carranza basó su texto en la obra de Camillo Agrippa en una carta al duque de Cea en Madrid el 4 de mayo de 1618.  Esta afirmación se ve reforzada por un uso común de la geometría y el movimiento circular en ambos sistemas.
Sea cual sea su inspiración, el trabajo de Carranza representa una ruptura con una tradición más antigua de la esgrima, la llamada destreza vulgar o destreza común. Esa tradición más antigua, con raíces en la Edad Media, estuvo representada por las obras de autores como Jaime Pons (1474), Pedro de la Torre (1474) y Francisco Román (1532). Los maestros de la verdadera destreza tomaron gran cuidado en distinguir su "verdadero arte" de la Destreza Vulgar o Destreza Común. La escuela más antigua continuó existiendo junto con la verdadera destreza, pero fue influida cada vez más por sus formas y conceptos.
Después de que Carranza sentó las bases para la escuela con su trabajo inicial (publicado en 1582), Pacheco de Narváez continuó con una serie de otros libros que se extendieron en los conceptos de Carranza. Aunque originalmente Pacheco siguió estrechamente los preceptos de Carranza, se separó gradualmente de ellos en aspectos significativos. Esta divergencia finalmente causó una división entre los seguidores de Carranza (Carrancistas) y los de Pacheco (Pachequistas) , lo que resultó en la existencia de tres escuelas diferentes de esgrima en España.
Estos nuevos métodos de esgrima se extendieron rápidamente hacia el Nuevo Mundo. Debe tenerse en cuenta que Carranza fue gobernador de Honduras. Distintos autores y maestros de la verdadera destreza pueden ser documentados en México, Perú, Ecuador y Filipinas. Un cierto grado de influencia en las artes marciales filipinas (Eskrima) es altamente probable, aunque esta es un área que requiere mayor investigación.
Con el tiempo, la esgrima ibérica llegó a ser cada vez más influenciada por los métodos de esgrima de las escuelas italiana y francesa. La presión se hizo particularmente intensa en el siglo XVIII, y la  verdadera destreza  comenzó a declinar en popularidad en favor de la escuela francesa dominante. Esto dio lugar a cambios técnicos que se hacen cada vez más evidentes a comienzos del siglo XVIII. En el siglo XIX, los textos de esgrima en España empiezan a mezclar conceptos de la verdadera destreza con las ideas y técnicas extraídas de la metodología francesa e italiana.
Aunque la  verdadera destreza  conoció un cierto renacimiento en el siglo XIX, parece haber desaparecido casi totalmente a comienzos del siglo XX.

## Características
Algunas características de la verdadera destreza serían las siguientes:
- Visualización de las acciones, distancia y movimientos de los oponentes empleando círculos y líneas imaginarios entre ambos.
- El uso de desplazamientos fuera de las líneas a fin de obtener un ángulo favorable para ataques y heridas.
- Evitar los movimientos directos hacia el oponente.
- Extensión del brazo armado en línea recta como forma de obtener una adecuada defensa, mientras se alcanza distancia de herida al mismo tiempo.
- El uso de una distancia inicial lo más cercana posible al oponente, mientras se permanece fuera de su alcance (medio de proporción).
- Una mentalidad muy conservadora en sus acciones (mantenimiento de la defensa en todo momento).
- Uso del atajo como forma de controlar el arma del oponente.
- Empleo de acciones de corte (tajo, revés) y estocada.
- Existencia de una acción característica (movimiento de conclusión) como modo de acabar el combate desarmando al oponente.

## Diferencias con otras escuelas contemporáneas de espada ropera
La Verdadera Destreza presenta particularidades que la distinguen de otras escuelas de esgrima: 
- Movimientos de los pies: durante siglos, la esgrima europea funcionó generalmente con un juego de pies lineal, similar al de la esgrima deportiva moderna. Por el contrario, la doctrina de la verdadera destreza enseñaba que moverse directamente hacia el oponente era peligroso, y fomentaba un juego de pies lateral, a derecha o izquierda, para ganar un ángulo de ataque más favorable.[2]
- Valor relativo del corte frente a la estocada: la longitud de las espadas roperas en Europa mostraba una clara preferencia por la estocada, relegando el corte a un distante segundo lugar. La verdadera destreza, por otra parte, rehusó hacer tal distinción, manteniendo que el corte podría ser tan útil como la estocada dependiendo de la situación, adaptando las armas en consecuencia. Aunque los tiradores españoles desarrollaron reputación por usar armas muy largas, las armas usadas en la verdadera destreza fueron generalmente más cortas que las roperas asociadas con los territorios de Italia, Francia y Alemania.
- Posición de la mano: gradualmente, la esgrima en Europa fue influenciada por el trabajo de Camillo Agrippa y sus sucesores, centrándose en el empleo de cuatro posiciones primarias de mano y hoja (prima, seconda, terza, quarta), con énfasis en las dos últimas. La verdadera destreza, por otra parte, se centró casi exclusivamente en una posición de la mano similar a la "terza" (pulgar a las doce en punto).

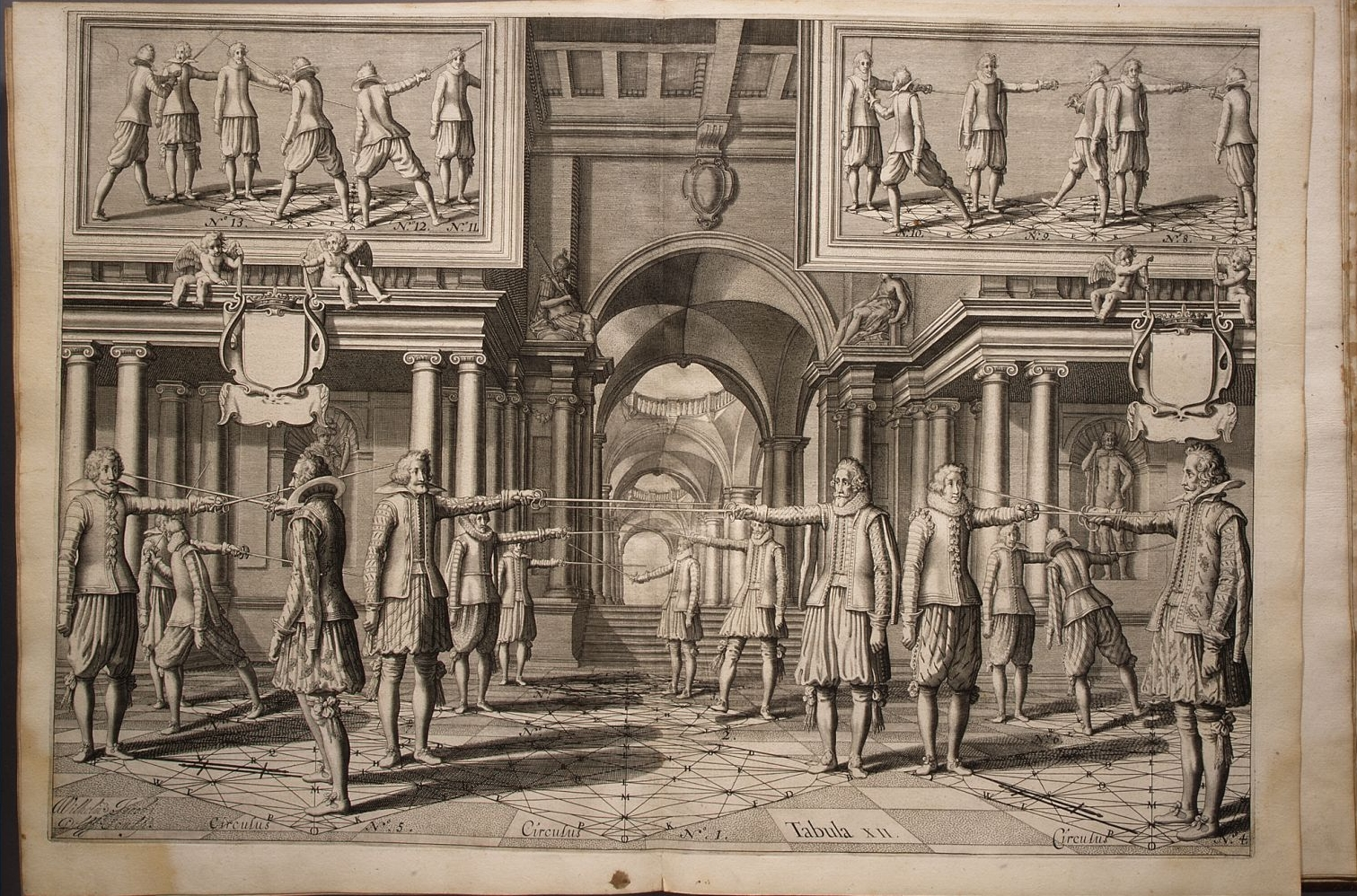
Académie de l'Espée por Girard Thibault, fig. xiii, 1628.

- Guardias o posiciones: en Europa, los maestros enseñaban generalmente una variedad de guardias mucho mayor que los maestros de la verdadera destreza, que se centraban en el famoso "ángulo recto", una posición con el brazo extendido directamente desde el hombro, formando una línea recta desde el punto de la espada hasta el hombro izquierdo.
- Graduación de la espada: la verdadera destreza usa una graduación más fina o detallada de los grados de resistencia de la espada. Donde otras tradiciones generalmente reconocían dos grados de resistencia (forte y debole), que en ocasiones eran expandidos a tres o cuatro, los autores de la verdadera destreza describieron 9, 10, o hasta 12 "grados" o segmentos en la espada.

Los maestros de la verdadera destreza prestaron mucha atención a los métodos de sus colegas contemporáneos, tanto en la península ibérica como fuera de ella. Pacheco argumentó específicamente contra los trabajos de muchos autores italianos en su texto Nueva Sciencia. Del mismo modo, el trabajo de Thibault incluye una sección donde rebate las técnicas de Salvatore Fabris. Los trabajos de Ettenhard y Lorenz de Rada también contienen abundante cobertura de cómo un diestro debería combatir a un oponente italiano usando espada y daga.

## Autores y tratados de Destreza
- Jerónimo Sánchez de Carranza

- De la filosophia de las armas y de su destreza... (1582)

- Luis Pacheco de Narváez

- Libro de las grandezas de la espada (1600)
- Las cien conclusiones o formas de saber de la verdadera destreza, fundada en ciencia (1608)
- Compendio de la filosofía y destreza de las armas de Jerónimo de Carranza (1612)
- Modo (fácil y nuevo) para examinarse los maestros en la destreza de las armas (1625)
- Nueva ciencia y filosofía de la destreza de las armas, su teoría y práctica (1625)
- Engaño y desengaño de los errores que se han querido introducir en la destreza de las armas (1635)
- Advertencias para la enseñanza de la filosofía y destreza de las armas así a pie como a caballo (1639)

- Diogo Gomes de Figueyredo

- Oplosophia e Verdadeira Destreza das Armas (1628).
- Memorial da Prattica do Montante Que inclue dezaseis regras simplez (1651)

- Thibault, Academie de l’espée (1628)
- Luis Méndez de Carmona Tamariz, Compendio en defensa de la doctrina y destreza del comendador Gerónimo de Carranza (1632)
- Luis Díaz de Viedma, Método de enseñanza de maestros en la ciencia filosófica de la verdadera destreza matemática de las armas. (1639)
- Cristóbal de Cala, Desengaño de la espada y norte de diestros (1642)
- Gómez Arias de Porres Resumen de la verdadera destreza en el manejo de la espada (1667)
- Miguel Pérez de Mendoza y Quijada, Resumen de la verdadera destreza de las armas en treinta y ocho asserciones (1675)
- Gaspar Agustín de Lara, Cornucopia numerosa, alphabeto breue de principios assentados, y rudimentos conocidos de la verdadera filosofia, y destreza de las armas : Colegidos de las obras de Don Luis Pacheco de Narbaez, principe de esta ciencia : Respondese a las treinta y ocho asserciones impressas este año, en quanto se oponen a las doctrinas de estos principios (1675)
- Francisco Antonio de Ettenhard y Abarca

- Compendio de los fundamentos de la verdadera destreza y filosofía de las armas (1675)
- Diestro italiano y español explican sus doctrinas con evidencias mathematicas conforme a los preceptos de la verdadera destreza y filosofía de las armas (1697)

- Álvaro Guerra de la Vega, Compreension de la destreza (1681)
- Thomas Luis, Tratado das liçoens da espada preta, & destreza que hao de usar os jugadores della (1685)
- Nicolás Tamariz, Cartilla y luz en la verdadera destreza (1696)
- Francisco Lorenz de Rada

- Carta sobre la destreza de las armas (1684)
- Crisol de la verdadera destreza, y Filosofía Matemática de las Armas (1695)
- Respuesta philosophica y mathematica, en la qual se satisface à los argumentos, y proposiciones que à los professores de la verdadera destreza, y philosophia de las armas se han propuesto por un papel, expedido sin nombre de autor (1695)
- Promptuario de cómo se entienden, y aplican, las especies de movimientos en los diez Predicamientos de la Logica de la ciencia de la Espada (1702)
- Nobleza de la espada (1705)
- Arte y manejo de la Espada. Sobre la formación del atajo (1708)
- Defensa de la verdadera destreza de las armas y respuesta [...] a la Carta Apologética que le escribió Diego Rodríguez de Guzmán (1712)

- Manuel Cruzado y Peralta, Las tretas de la vulgar y común esgrima de espada sola y con armas dobles (1702)
- Nicolás Rodrigo Noveli, Crisol especulativo, demostrativo, práctico, Matemático de la destreza (1731)
- Manuel Antonio de Brea, Principios universales y reglas generales de la verdadera destreza del espadín (1805)
- Simón de Frías, Tratado elemental de la destreza del sable” (1809)
- Jaime Mereló y Casademunt, Tratado completo de la esgrima del sable español (1862)

## En la cultura popular
- La vida del Buscón (1626) de Francisco de Quevedo se burla de un alumno de Las grandezas de la espada de Pacheco. El capítulo termina con un maestro de esgrima comentando que «el libro [...] era bueno, pero hacía más necios que diestros [esgrimistas], pues la mayor parte no lo entendía».[9] Quevedo también escribió poemas hirientes contra Pacheco.
- La película La princesa prometida (1986), basada en la novela homónima de William Goldman, muestra una escena de duelo entre el protagonista y el personaje Íñigo Montoya, durante el que mencionan a varios autores de esgrima, entre ellos a Thibault.
- En la película La máscara del Zorro (1998), Don Diego, el Zorro original, adiestra a Alejandro Murrieta en la esgrima y se aprecian elementos de la Verdadera Destreza.
- El largometraje Alatriste (2006), basado en la novela de Arturo Pérez-Reverte y protagonizado por Viggo Mortensen muestra escenas de combate que siguen los principios de la Verdadera Destreza.
- La película rusa 1612 (2007) muestra al protagonista siendo instruido en Destreza por el personaje Álvaro Borja (interpretado por Ramón Langa).